# Estany de Vilaüt i bassa Rodona
L'Estany de Vilaüt i la bassa Rodona constitueixen una de les últimes mostres de l'antic estany de Castelló. Ocupen una superfície d'unes 30 hectàrees i es localitzen al municipi de Pau, a prop del nucli de Vilaüt.
L'estany de Vilaüt és especialment conegut per ser un dels principals punts d'observació d'ocells del Parc Natural dels Aiguamolls de l'Empordà. Tot i això, el seu interès ecològic també rau en el fet de ser un espai d'una notable diversitat d'ambients (herbassars humits, jonqueres, canyissars, zones arbrades, etc.) i compta amb la presència d'espècies
singulars com Elatine macropoda, que creix en els herbassars, Eleocharis palustris uniglumis, etc.
Pel que fa als hàbitats d'interès comunitari, es troben a l'espai prats de dall de terra baixa (Arrhenatherion) (codi 6510), prats i jonqueres halòfils mediterranis (Juncetalia maritimi) (codi 1410) i Estanys naturals eutròfics amb vegetació natant (Hydrocharition) o poblaments submersos d'espigues d'aigua (Potamion) (codi 3150).
L'Estany de Vilaüt i Bassa Rodona és una propietat privada, malgrat tractar-se d'una Reserva Natural Integral. Està equipat pels visitants amb itineraris, rètols informatius i un aguait. L'espai presenta diverses figures de protecció. Forma part del Parc Natural dels Aiguamolls de l'Empordà i s'inclou també dins l'espai del PEIN i la Xarxa Natura 2000
ES0000019 "Aiguamolls de l'Empordà". A més presenta una quarta figura de protecció, la Reserva Natural Integral de
"Els Estanys".